# Simon Desthieux
Simon Desthieux (Belley, 3 dicembre 1991) è un ex biatleta francese.

## Biografia
Ha esordito in Coppa del Mondo il 28 novembre 2012 a Östersund (50º), ai Campionati mondiali a Nové Město na Moravě 2013 (68º nella sprint) e ai Giochi olimpici invernali a Soči 2014 (46º nella sprint, 21º nell'inseguimento, 8º nella staffetta). Ai Mondiali di Kontiolhati 2015 è stato 49º nell'individuale; due anni dopo, ai Mondiali di Hochfilzen 2017, ha vinto la medaglia d'argento nella staffetta.
In Coppa del Mondo ha ottenuto il primo podio il 13 dicembre 2014 a Hochfilzen (3°) e la prima vittoria l'11 dicembre 2016 a Pokljuka. Ai XXIII Giochi olimpici invernali di Pyeongchang 2018 ha vinto la medaglia d'oro nella staffetta mista e si è classificato 12º nella sprint, 7º nell'inseguimento, 27º nell'individuale, 22º nella partenza in linea e 5º nella staffetta. Ai XXIV Giochi olimpici invernali di Pechino 2022 ha vinto la medaglia d'argento nella staffetta.
Ha annunciato il ritiro al termine di quella stagione.

## Palmarès

### Olimpiadi
- 2 medaglie:
  - 1 oro (staffetta mista a Pyeongchang 2018)
  - 1 argento (staffetta a Pechino 2022)

### Mondiali
- 3 medaglie:
  - 1 oro (staffetta[2] ad Anterselva 2020)
  - 2 argenti (staffetta[2] a Hochfilzen 2017; sprint[2] a Pokljuka 2021)

### Mondiali juniores
- 2 medaglie:
  - 1 oro (individuale a Nové Město na Moravě 2011)
  - 1 bronzo (sprint a Kontiolahti 2012)

### Coppa del Mondo
- Miglior piazzamento in classifica generale: 4º nel 2019
- 35 podi (10 individuali, 25 a squadre), oltre a quelli conquistati in sede iridata e validi anche ai fini della Coppa del Mondo:
  - 11 vittorie (2 individuali, 9 a squadre)
  - 12 secondi posti (4 individuali, 8 a squadre)
  - 12 terzi posti (4 individuali, 8 a squadre)

#### Coppa del Mondo - vittorie
| Data             | Località             | Nazione       | Specialità                                                                |
| ---------------- | -------------------- | ------------- | ------------------------------------------------------------------------- |
| 11 dicembre 2016 | Pokljuka             | Slovenia      | RL (con Jean-Guillaume Béatrix, Quentin Fillon Maillet e Martin Fourcade) |
| 5 marzo 2017     | Pyeongchang Alpensia | Corea del Sud | RL (con Jean-Guillaume Béatrix, Simon Fourcade e Martin Fourcade)         |
| 12 marzo 2017    | Kontiolahti          | Finlandia     | MX (con Marie Dorin, Anaïs Bescond e Quentin Fillon Maillet)              |
| 5 dicembre 2018  | Pokljuka             | Slovenia      | MX (con Anaïs Bescond, Justine Braisaz e Martin Fourcade)                 |
| 17 febbraio 2019 | Salt Lake City       | Stati Uniti   | MX (con Quentin Fillon Maillet, Célia Aymonier e Anaïs Chevalier)         |
| 18 gennaio 2020  | Ruhpolding           | Germania      | RL (con Émilien Jacquelin, Martin Fourcade e Quentin Fillon Maillet)      |
| 25 gennaio 2020  | Pokljuka             | Slovenia      | MX (con Quentin Fillon Maillet, Justine Braisaz e Julia Simon)            |
| 15 gennaio 2021  | Oberhof              | Germania      | RL (con Quentin Fillon Maillet, Fabien Claude e Émilien Jacquelin)        |
| 23 gennaio 2021  | Anterselva           | Italia        | RL (con Antonin Guigonnat, Quentin Fillon Maillet e Émilien Jacquelin)    |
| 6 marzo 2021     | Nové Město na Moravě | Rep. Ceca     | SP                                                                        |
| 21 marzo 2021    | Östersund            | Svezia        | MS                                                                        |

Legenda:

RL = staffetta

MX = staffetta mista